# Свети Спас (Копривщица)
Вижте пояснителната страница за други значения на Свето Възнесение Господне.
Параклисът „Свети Спас“ се намира на едноименното възвишение в град Копривщица. На това място се отбелязва християнския празник Възнесение Господне (Спасовден), на който е кръстен и храма.
Хълмът, на който е съграден параклиса има същото като него име. Вдясно от него минава един от черните пътища за Клисура. Към параклисът има уредено малко оброчище с два православни кръста. По-малкият е сравнително по-нов, и на него е издълбано името на баира. Горното рамо на този кръст е с почти кръгова форма, а заедно с вертикалните страни оформя буквата Ω (означваща Аз Съм краят). На лицето на фигурата е издълбан в камъка равнораменен кръст, вписан в окръжност. Другият кръст е доста по-стара изработка и също е украсен с равнорамен кръст с трапецовидни рамена, който обаче не е вписан в кръг. През 2011 г., току до храма, на неговата северна страна е съградена чешма.
В разстояние на 4 години, от 1859–60 до 64 Гаврил Хлътев се завръщал два пъти в Копривщица. Всяко дохождане той е ознаменувал с нещо такова, което мирните хора, покорните глави не вършат. При първото си дохождане устроил дружина от момци луди-млади, като него та, отишли с червен байряк на черковището (гьола) „Св. Спас“, местност всред Средна гора, дето всяка година ходят много набожни хора от околните села на поклонение. Там един турски стражарин поискал да приберат байряка, ала, по надумването на Гаврила, жандаринът бил набит добре, подвиг такъв, какъвто в онова време се наказвал много строго. Дружината се върнала в селото с пряпореца, мюдюринът повикал Гаврила и искал да го затвори, но другарите му и някои от първенците отишли при мюдюрина и потъпкали скандала.

## Галерия
- Оброчището
- Чешмата
- Паметната плоча на параклиса